# 孔腾
孔腾（？—？），字子襄，孔子九世孙，戰國魏安禧王相國孔谦之子，孔鲋之弟。儿子孔忠，孙子孔武、孔安国。
身长九尺六寸。汉高祖十二年（前195年），刘邦来到鲁地祭祀孔子，封孔腾为奉祀君，为中国皇帝册封孔子家族後裔以祭孔之始。汉惠帝拜孔腾为博士官，后迁任吴氏长沙王太傅。